# Aire d'attraction d'Aire-sur-la-Lys
L'aire d'attraction d'Aire-sur-la-Lys est un zonage d'étude défini par l'Insee pour caractériser l’influence de la commune d'Aire-sur-la-Lys sur les communes environnantes.

## Définition
L'aire d'attraction d'une ville est composée d’un pôle, défini à partir de critères de population et d’emploi ainsi que d’une couronne constituée des communes dont au moins 15 % des actifs travaillent dans le pôle. Le pôle d’attraction constitue ainsi un point de convergence des déplacements domicile-travail,.

## Géographie
L’aire d'attraction d'Aire-sur-la-Lys est une aire intra-départementale qui comporte 15 communes dans le Pas-de-Calais. 

### Carte

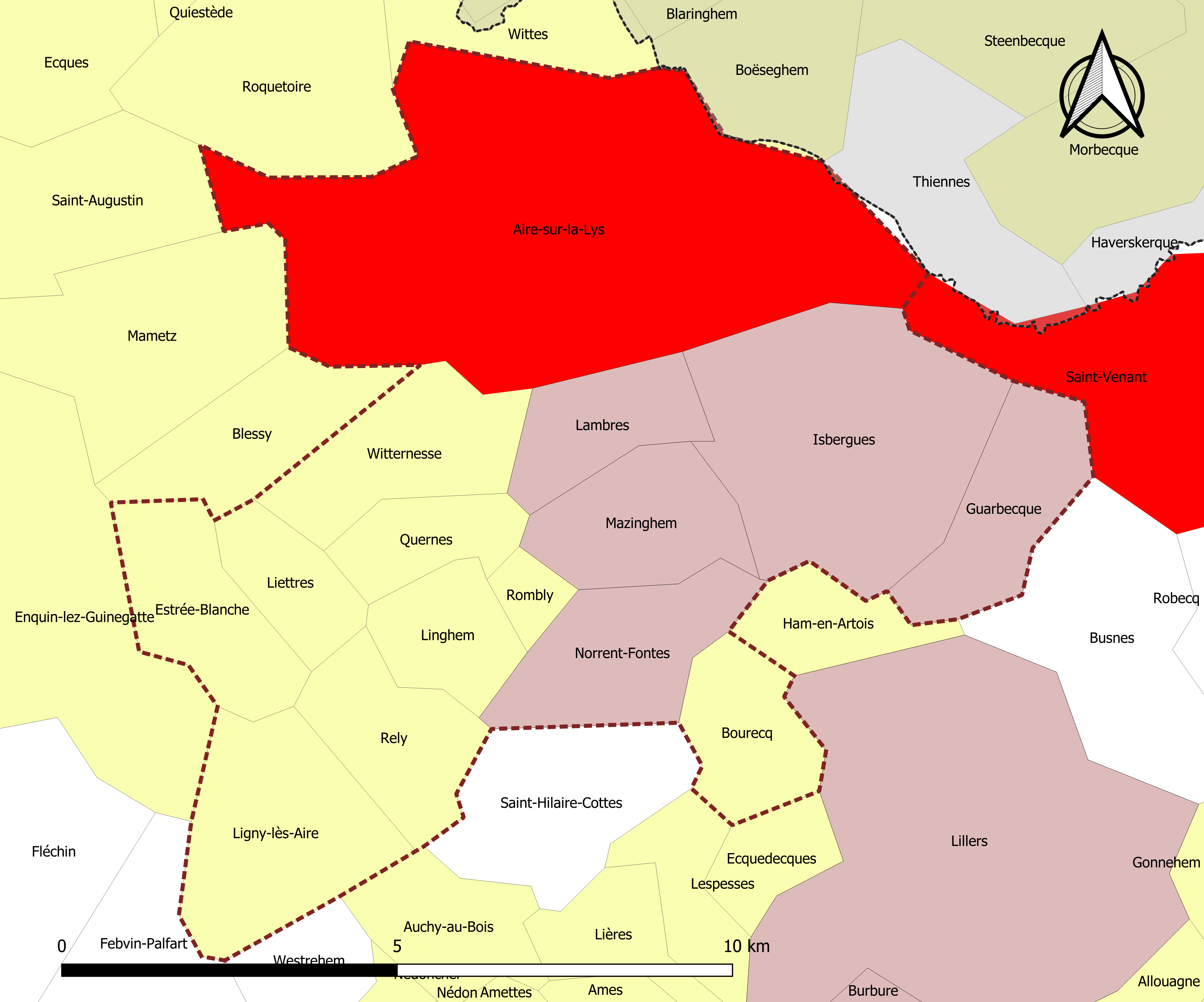
Carte de l'aire d'attraction d'Aire-sur-la-Lys.
Commune-centre
Commune du pôle principal
Commune de la couronne

### Composition communale
| Nom                              | Code Insee | Département   | Statut                    | Superficie (km2) | Population (dernière pop. légale) | Densité (hab./km2) | Modifier                                    |
| -------------------------------- | ---------- | ------------- | ------------------------- | ---------------- | --------------------------------- | ------------------ | ------------------------------------------- |
| Aire-sur-la-Lys (commune-centre) | 62014      | Pas-de-Calais | commune-centre            | 33,38            | 9 568 (2022)                      | 287                | modifier les données · modifier les données |
| Guarbecque                       | 62391      | Pas-de-Calais | commune du pôle principal | 5,46             | 1 375 (2022)                      | 252                | modifier les données · modifier les données |
| Isbergues                        | 62473      | Pas-de-Calais | commune du pôle principal | 14,37            | 8 653 (2022)                      | 602                | modifier les données · modifier les données |
| Lambres                          | 62486      | Pas-de-Calais | commune du pôle principal | 4,37             | 1 066 (2022)                      | 244                | modifier les données · modifier les données |
| Mazinghem                        | 62564      | Pas-de-Calais | commune du pôle principal | 5,19             | 458 (2022)                        | 88                 | modifier les données · modifier les données |
| Norrent-Fontes                   | 62620      | Pas-de-Calais | commune du pôle principal | 5,70             | 1 372 (2022)                      | 241                | modifier les données · modifier les données |
| Bourecq                          | 62162      | Pas-de-Calais | commune de la couronne    | 4,02             | 575 (2022)                        | 143                | modifier les données · modifier les données |
| Estrée-Blanche                   | 62313      | Pas-de-Calais | commune de la couronne    | 5,32             | 906 (2022)                        | 170                | modifier les données · modifier les données |
| Liettres                         | 62509      | Pas-de-Calais | commune de la couronne    | 3,07             | 368 (2022)                        | 120                | modifier les données · modifier les données |
| Ligny-lès-Aire                   | 62512      | Pas-de-Calais | commune de la couronne    | 8,04             | 564 (2022)                        | 70                 | modifier les données · modifier les données |
| Linghem                          | 62517      | Pas-de-Calais | commune de la couronne    | 3,63             | 205 (2022)                        | 56                 | modifier les données · modifier les données |
| Quernes                          | 62676      | Pas-de-Calais | commune de la couronne    | 2,75             | 429 (2022)                        | 156                | modifier les données · modifier les données |
| Rely                             | 62701      | Pas-de-Calais | commune de la couronne    | 4,83             | 459 (2022)                        | 95                 | modifier les données · modifier les données |
| Rombly                           | 62720      | Pas-de-Calais | commune de la couronne    | 1,15             | 50 (2022)                         | 43                 | modifier les données · modifier les données |
| Witternesse                      | 62900      | Pas-de-Calais | commune de la couronne    | 5,47             | 620 (2022)                        | 113                | modifier les données · modifier les données |

## Démographie
Cette aire est catégorisée dans les aires de moins de 50 000 habitants, une catégorie qui regroupe 12,2 % de la population au niveau national,.